# Glória (2013)
Gloria (Glória (título em Portugal) ) é um filme chileno lançado em 2013 e co-escrito e dirigido por Sebastián Lelio. O filme estreou no Festival de Berlim no ano de seu lançamento, onde Paulina García ganhou o Urso de Prata de melhor atriz.
Em setembro de 2013, a produção foi escolhida para representar o Chile como candidata a uma vaga na categoria Melhor Filme Estrangeiro no Oscar 2013, mas não chegou a ser indicada pela Academia.

## Sinopse
Gloria Cumplido (Paulina García) tem 58 anos e, após o divórcio e independência dos filhos, vive uma vida solitária. Para compensar o vazio, enche seus dias de atividades e pelas noites busca experiências amorosas no mundo dos bailes de solteiros adultos, onde só consegue perde-se em uma série de aventuras sem sentido. Esta frágil felicidade em que ela vive se altera quando conhecer Rodolfo (Sergio Hernández), um homem de 65 anos, recentemente separado, que se encanta por ela. Assim, se inicia o romance dos dois, mas se complica pela doentia dependência de Rodolfo pelas suas filhas e sua ex-mulher. Esta relação, a qual Gloria se entrega por completo por intui que poderia ser a última, acabará por fazê-la deparar-se com a cruel realidade do mundo contemporâneo. Gloria deverá olhar para si mesma e se reconstruir para enfrentar com novas forças a sua definitiva entrada na velhice.

## Elenco
- Paulina García ... Gloria
- Sergio Hernández ... Rodolfo
- Diego Fontecilla ... Pedro
- Fabiola Zamora ... Ana
- Luz Jiménez ... Victoria
- Alejandro Goic ... Gabriel
- Liliana García ... Flavia
- Coca Guazzini ... Luz
- Hugo Moraga ... Hugo
- Eyal Meyer ... Theo
- Tito Bustamante ... Joaquín
- Antonia Santa María ... María

## Recepção
Gloria teve aclamação por parte da crítica especializada. Em base de 30 avaliações profissionais, alcançou 83 dos 100 pontos no Metacritic, indicando "aclamação universal". No Rotten Tomatoes tem uma classificação de 99%, com um consenso afirmando: "Maravilhosamente dirigido por Sebastian Lelio e lindamente liderado por uma performance poderosa de Paulina Garcia, 'Gloria' tem um olhar honesto, docemente pungente em um tipo de personagem que é muitas vezes negligenciada em Hollywood."

## Prêmios
- Prêmio Platino de 2014 (melhor filme de ficção, melhor atriz, melhor roteiro)
- Festival de Berlim de  2013 (melhor atriz)[2]
- Festival de Havana de 2013 (melhor filme)
- Festival de Lima de 2013 (melhor filme, melhor atriz)